# Ptilocrinus clarki
Ptilocrinus clarki is een zeelelie uit de familie Hyocrinidae.
De wetenschappelijke naam van de soort werd in 2011 gepubliceerd door Michel Roux & Philip Lambert.